# Естеґлал Хузестан
Футбольний клуб Естеґлал Меллі-Санаті Хузестан або просто «Естеґлал Хузестан» (перс. باشگاه فوتبال استقلال ملی-صنعتی خوزستان) — професіональний іранський футбольний клуб з міста Ахваз. Зараз команда виступає у вищому дивізіоні чемпіонату Ірану, після того як в сезоні 2012/13 років стала переможцем Ліги Азадеган.
Цей клуб не має нічого спільного з Естеґлал (Ахваз). У 2011 році команда викупила місце в Лізі Азадеган у клубу Естеґлал Жонуб. У сезоні 2012/13 років Естеґлал Хузестан став переможцем Ліги Азадеган. Саме «Хузестан» було визнано переможцем чемпіонату й він отримав право на підвищення в класі оскільки Федерація футболу Ірану впіймала на договірних поєдинках переможця групи, «Шардані Табріз» (цей клуб було понижено в класі). «Естеґлал Хузестан» став переможцем національного чемпіонату сезону 2015/16 років.

## Історія

### Заснування та перші роки
Естеґлал Хузестан було засновано напередодні старту сезону 2011/12 років, клуб одразу викупив ліцензію на участь в Лізі Азадеган у клубу «Естеґлал Жонуб» (Тегеран), який щойно вийшов до цього дивізіону. Після того як у сезоні 2011/12 років команда продемонстрвала доволі посередній результат, посівши 6-те підсумкове місце, в сезоні 2012/13 років команда фінішувала на другому місці в Групі B, завдяки чому вперше в своїй історії отримала путівку до вищого дивізіону чемпіонату Ірану.

### Вихід до Про Ліги
У своєму дебютному сезоні у вищому дивізіоні національного чемпіонату команда посіла дуже скромне 12-те місце й врятувалася від участі в матчах плей-оф за права збереження прописки в лізі лише завдяки найкращій різниці забитих та пропущених м'ячів. У кубку Ірану команда припинила боротьбу на стадії 1/16 фіналу, шокувавши всіх поразкою від представника Ліги Азадеган «Альванд» (Хамедан). «Естеґлал» завершив сезон 2014/15 років на 14-му місці, тому команда змушена була грати в матчах плей-оф за право збереження прописки в лізі проти переможця плей-оф за право підвищитися у класі від Ліги Азадеган, клубу «Мес Керман». «Естеґлал» переміг своїх суперників за сумою двох матчів з рахунком 3:0 та зберіг своє місце в Про лізі на сезон 2015/16 років.

#### Сезон 2015/16 років

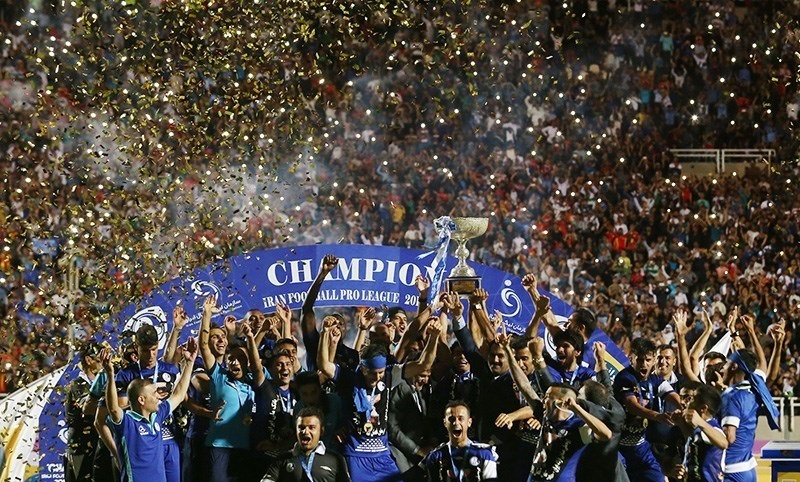
Гравці «Естеґлал Хузестан» святкують перемогу в національному чемпіонаті сезону 2015/16 років

Напередодні початку сезону 2015/16 років «Естеґлал Хузестан» підсилився значною кількістю гравців клубу «Фулад Новин» та став головним відкриттям сезону, оскільки розпочав цей чемпіонат дуже впевнено. «Естеґлал Хузестан» мав серію з чотирьох поспіль перемог починаючи з 12-го туру, цей спурт дозволив клубу піти на перерву в чемпіонаті як проміжному лідеру. Після відмінного старту з Абдоллахом Вейсі, клубу вдалося продовжувати вдало виступати й надалі. 1 січня 2016 року «Естеґлал Хузестан» поступився «Персеполісу», який все більш активно нав'язував боротьбу за першу сходинку чемпіонату, таким чином, «Естеґлал Хузестан» вперше за 17 турів чемпіонат клуб опустився на друге місце. Проте в інтерв'ю пресі головний тренер клубу, Абдоллах Вейсі, заявив, що для його команди головним є потрапляння до Ліги чемпіонів Зрештою, 3 травня команда кваліфікувалася для участі в наступному розіграші Ліги чемпіонів. А 13 травня «Естеґлал Хузестан» переміг Зоб Ахан з рахунком 2:0, ця перемога забезпечила команді титул переможця чемпіонату Ірану.

## Досягнення
- Чемпіонат Ірану:
  -  Чемпіон (1): 2015/16

- Ліга Азадеган
  -  Чемпіон (1): 2012/13

- Другий дивізіон чемпіонату Ірану
  -  Чемпіон (1): 2010/11

- Суперкубок Ірану
  -  Фіналіст (1): 2016

## Статистика виступів
| Сезон   | Ліга            | Місце | Кубок Хазфі | Азія              | Примітка              |
| ------- | --------------- | ----- | ----------- | ----------------- | --------------------- |
| 2011/12 | Ліга Азадеган   | 6-те  | 1/16 фіналу | Не кваліфікувався |                       |
| 2012/13 | Ліга Азадеган   | 1-ше  | 1/16 фіналу | Не кваліфікувався | Підвищення            |
| 2013/14 | Чемпіонат Ірану | 12-те | 1/16 фіналу | Не кваліфікувався |                       |
| 2014/15 | Чемпіонат Ірану | 14-те | 1/8 фіналу  | Не кваліфікувався | Плей-оф за збереження |
| 2015/16 | Чемпіонат Ірану | 1-ше  | 1/8 фіналу  | Не кваліфікувався | Суперкубок            |
| 2016/17 | Чемпіонат Ірану |       |             | Кваліфікувався    |                       |

## Стадіон
Після заснування клубу в 2011 році свої домашні поєдинки він проводив в Ахвазі на стадіоні «Тахті». Після того як клуб вийшов до Про Ліги було вирішено, що команда буде продовжувати виступати на стадіоні «Тахті», в той час як атчі проти таких грандів іранського футболу як Персеполіс, Естеґлал та Фулад будуть проходити на стадіоні «Гадір». Але в 2015 році клуб остаточно переїхав на стадіон Гадір, оскільки «Фулад» переїхав на новий приватний стадіон.

## Принципові протистояння
Команда бере участь в Ахвазькому дербі проти дворазового переможця іранської Про Ліги Фуладу. Зазвичай ці команди грають одна проти одної двічі протягом сезону. Вперше команди зустрілися одна проти одної в сезоні 2013/14 років, «Естеґлал Хузестан» поступився у тому матчі.
Дербі стало більш принциповим після того, як у сезоні 2015/16 років «Естеґлал Хузестан» став переможцем національного чемпіонату, до того ж в одному з турів чемпіонату того сезону він переграв Фулад. Той факт, що «Фулад» став лише другою футбольною командою в Ахвазі дуже роздратував фанів цієї команди, тому це протистояння стало важливішим для них, ніж раніше.

## Відомі гравці
- Яздан Аббасян
- Джалал Абді
- Алі Акбар Ахакі
- Есан Альвазаде
- Алі Асгар Ашурі
- Сохраб Бахтіарізаде
- Майсам Бау
- Іман Басафа
- Мосен Баят
- Хассан Бейт Саїд
- Хожжат Шахармахалі
- Саєїд Шахжуеї
- Мусса Кулібалі
- Гударз Давуді
- Мейсам Дорагі
- Хамдолла Ебдам
- Мостафа Ганбарізаде
- Багер Хашемі
- Фарзад Жафарі
- Фаршад Жанфаза
- Агіл Каабі
- Хоссейн Каєбі
- Реза Кардуст
- Парвіз Карімі
- Гаді Ханіфар
- Мехді Кері
- Рамін Косраві
- Адель Колахкай
- Мохаммад Мад Малісі
- Мохаммад Реза Махдаві
- Даніал Махіні
- Мейсам Маджиді
- Мілад Мейдавуді
- Іман Мобалі
- Мехді Момені
- Хакім Нассарі
- Мохаммад Усані
- Мілад Раббані
- Рухолла Сейфоллахі
- Мехді Саєд-Салехі
- Карім Шаверді
- Омід Сінгх
- Мохаммад Тайєбі
- Рахім Мехді Зохайві
- Мехді Зобейді
- Феліпе Бертольдо душ Сантуш
- Фабіу Карвалью душ Сантуш
- Рафаель Робаллью Масіель
- Фернанду ді Жезуш Рібейру
- Саліф Кулібалі
- Сумбеїла Діакіте
- Ламіна Дівара
- Ідрісса Траоре

## Відомі тренери
| Період    | Ім'я             | Іг. | В  | Н  | П  | ЗМ  | ПМ  | РМ  | Досягнення                     |
| --------- | ---------------- | --- | -- | -- | -- | --- | --- | --- | ------------------------------ |
| 2011–2013 | Маджид Бегерінія | 52  | 22 | 15 | 15 | 52  | 41  | +11 | Вихід до чемпіонату Ірану      |
| 2013–2016 | Абдоллах Вейсі   | 132 | 55 | 47 | 30 | 142 | 131 | +21 | Ліга Азадеган чемпіонату Ірану |
| 2016–     | Сірус Пурмусаві  | 4   | 1  | 2  | 1  | 7   | 8   | −1  |                                |